# 高山修
高山 修（たかやま おさむ、1936年 - ）は、日本の教育者。リーフラス株式会社専務取締役。

## 経歴
1936年、長野県生まれ。『個別指導』『体験学習』の重要性を提唱した教育実践者。玉川大学文学部卒。玉川大学文学部講師就任。長野県小・中学校教諭、教頭・校長を歴任。退職後、フォレストパル王滝塾を創設し、全寮制の自然体験教育を実践する。特に、国際教育体験活動に力を入れ、オーストラリアの子どもたちとの交流を深める。その模様はＮＨＫに放送され反響を呼んだ。
長野県王滝村教育委員会教育委員を8年間務めた。現在も教育のあり方を追究し続け、個別教育相談にも応じている。現在は、日本最大の子ども向けスポーツスクールを経営するリーフラス株式会社専務取締役。 

## 著書
- 『体験教育が日本を救う』 日刊スポーツ出版社、2009年